# Ambasada RP w Dakarze
Ambasada Rzeczypospolitej Polskiej w Dakarze (fr. Ambassade de la République de Pologne à Dakar) – polska misja dyplomatyczna w stolicy Republiki Senegalu.
Ambasador rezydujący w Dakarze akredytowany jest również w Burkinie Faso, Gambii, Gwinei, Gwinei-Bissau, Mali, Republice Zielonego Przylądka oraz Wybrzeżu Kości Słoniowej.

## Struktura placówki
- Referat ds. Polityczno-Ekonomicznych
- Konsul RP
- Referat ds. Administracyjno-Finansowych
- Sekretariat

## Historia
Pierwsza polska placówka w Dakarze w randzie konsulatu honorowego powstała w 1935, gdy miasto było stolicą Francuskiej Afryki Zachodniej. Polska uznała Senegal w 1960. Stosunki dyplomatyczne nawiązała w 1963. W 1996 podniesiono je do szczebla ambasad. Placówka mieściła się wówczas pod adresem: Avenue des Ambassadeurs, Fann Residence, Dakar BP 343.
Ambasada RP w Dakarze została zamknięta w 2008. Ponownie otwarto ją 31 maja 2016.